# ويليام فنسنت فيتزجيرالد
ويليام فنسنت فيتزجيرالد (بالإنجليزية: William Vincent Fitzgerald)‏ هو عالم نبات أسترالي، ولد في 21 يوليو 1867 في Mangana, Tasmania ‏ في أستراليا، وتوفي في 6 أغسطس 1929 في غينيا الجديدة في بابوا غينيا الجديدة.